# Marhakonzerv-akció

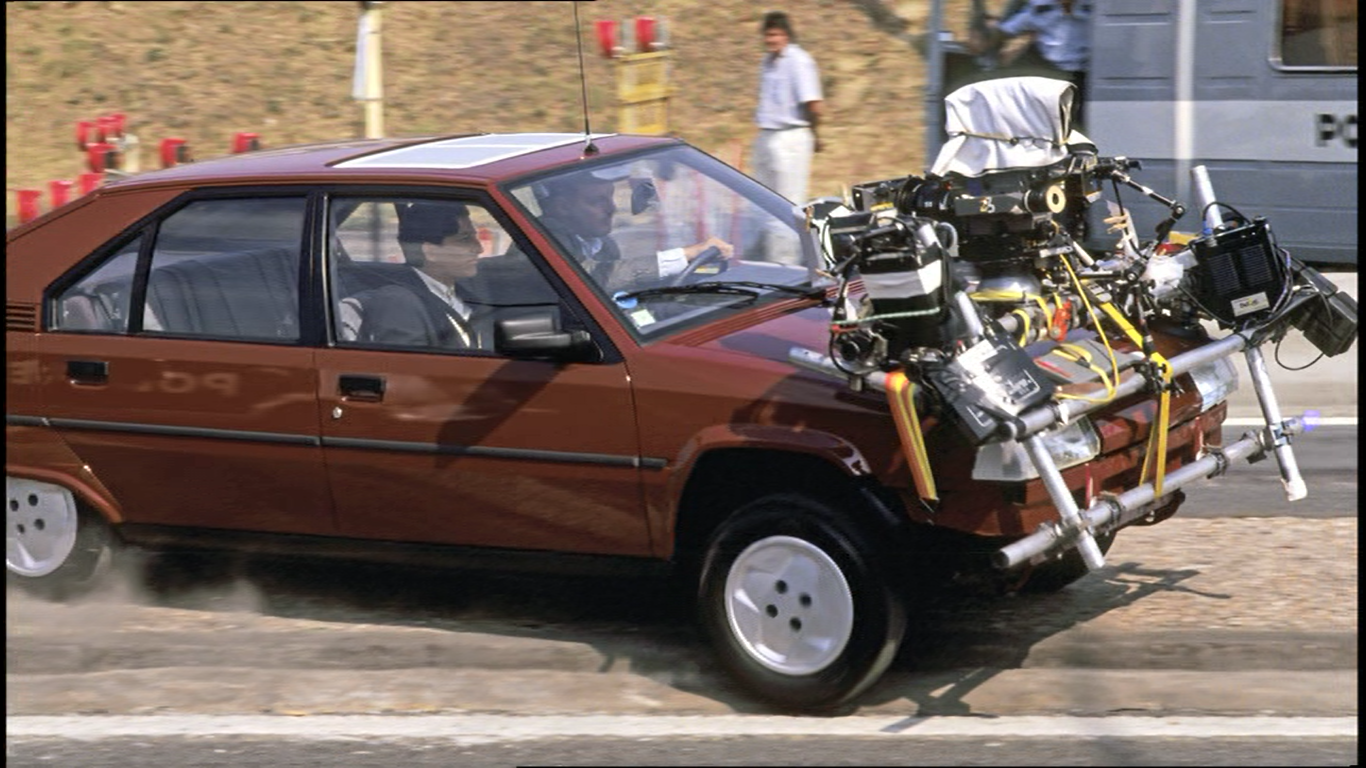
Citroën BX 16 TGS a film felvételei közben. A kocsi elejéhez a felvételek készítéséhez használt kamera van rögzítve

A Marhakonzerv-akció (másképpen Hamburger, vagyis Marhakonzerv-akció, franciául: L’Opération Corned-Beef) 1991-ben bemutatott francia akció-vígjáték. A Jean-Marie Poiré rendezte filmben a főszerepeket Jean Reno és Christian Clavier játssza.

## Történet
A „Cápa” fedőnéven működő Philippe Boulier (Jean Reno), a francia titkosszolgálat ügynöke a kolumbiai Bogotában Zargas tábornok illegális fegyverkereskedőt készül leleplezni. A művelet másik szála a párizsi német követségen zajlik, ahol a fegyverek terveit átadni kívánó Burger nevű konzult figyelik meg. A lehallgatásban kulcsszerepet játszik a konzul tolmácsnője Marie-Laurence Granianski (Valérie Lemercier), aki a tudtán kívül viseli a gyűrűjébe rejtett mikrofont.
Az akció kis híján meghiúsul, mivel Granianski asszony a házassági évfordulóját éppen akkor kívánja megünnepelni, amikor Burger konzul Zargas tábornokkal találkozik. A „Cápa” ezért megparancsolja a beosztottainak, hogy a tolmácsnő férjét, Jean-Jacques Granianskit (Christian Clavier) valamelyik ügynöknő csábítsa el. A csekély választékból a feladatra Boulier százados csinos barátnőjét, Isabelle Fournier hadnagyot (Isabelle Renauld) választják. Az ügynöknőnek és munkatársainak komoly feladatot jelent, hogy a pajzán megbízatást a betegesen féltékeny Boulier százados meg ne tudja.
A titkosszolgálat elküldi a légyottról készült fényképeket Granianski asszonynak, aki azonnal összeveszik a férjével.
Granianski később megpróbál kibékülni a feleségével, de a német konzulátusról kidobják. A biztonsági őrök tettlegességétől a mobil elsősegélynyújtónak álcázott megfigyelő autóból kiugró, doktornak öltözött Boulier százados menti meg. A sebeit komolytalanul ellátó doktort Granianski hálája üldözi, így Bouliernek nem okoz gondot rávenni őt, hogy ha már a felesége nem akar vele szóba állni, akkor inkább töltse a hétvégét az újdonsült szeretőjével. Granianski sérülése miatt, Boulier kénytelen autóval levinni a távoli kisvárosba a szeretőhöz, akivel összefutva mérhetetlenül ideges lesz, ám az akció sikerének érdekében muszáj lepleznie dühét.

## Szereplők
| Szerep                                    | Színész           | Magyar hang    |
| ----------------------------------------- | ----------------- | -------------- |
| Philippe Boulier százados, a „Cápa”       | Jean Reno         | Ujréti László  |
| Jean-Jacques Granianski                   | Christian Clavier | Végvári Tamás  |
| Marie-Laurence Granianski, „Lolo”         | Valérie Lemercier | Bánsági Ildikó |
| Isabelle Fournier hadnagy                 | Isabelle Renauld  | Kovács Nóra    |
| Masse tábornok                            | Jacques François  | Sinkovits Imre |
| Burger, a német konzul                    | Marc de Jonge     | Gáti Oszkár    |
| Augusto Zargas, egykori argentin tábornok | André Schmit      | Szabó Ottó     |

## Külső hivatkozások
- Marhakonzerv-akció a PORT.hu-n (magyarul)
- Marhakonzerv-akció az Internetes Szinkronadatbázisban (magyarul)
- Marhakonzerv-akció az Internet Movie Database-ben (angolul)
- Marhakonzerv-akció a Box Office Mojón (angolul)